# Кумбха (месяц)
Ку́мбха (санскр. कुंभ, IAST: Kumbha) — это солнечный месяц (одиннадцатый из 12-и) в древнеиндийском лунно-солнечном календаре, соответствует зодиакальному созвездию Водолей и приходится примерно на вторую половину февраля и первую половину марта в григорианском календаре.
В ведических текстах месяц называется Тапа́са (санскр. तपस, IAST: Tapasa), но в этих древних текстах он не имеет зодиакальных ассоциаций. Солнечный месяц Кумбха перекрывается с лунным месяцем Пхальгуна, в индийских лунно-солнечных календарях и знаменует окончание зимнего сезона на индийском субконтиненте. Этот солнечный месяц знаменателен тем, что он стоит в названии 12-летнего циклического фестиваля Кумбха-мела, где индуистские паломники собираются десятками миллионов в одном из четырёх мест паломничества за несколько недель до его начала.
Ему предшествует солнечный месяц Макара, а затем идёт солнечный месяц Мина.
Месяц Кумбха называется Ма́си (там. மாசி, IAST: Māci) в тимильском календаре. Древние и средневековые санскритские тексты Индии различаются в своих расчетах относительно продолжительности месяца Кумбха, как и остальных месяцев. Например, Сурья сиддханта, датированная ок. 400 годом, рассчитывает продолжительность месяца, как 29 дней, 19 часов, 41 минута и 12 секунд. В отличие от этого, Арья сиддханта рассчитывает продолжительность месяца, как 29 дней, 19 часов, 24 минуты и 0 секунд. Индийские названия солнечных месяцев значимы в эпиграфических исследованиях Южной Азии. Например, месяц Кумбха, наряду с другими солнечными месяцами, найден вписанным в индийских храмах и памятниках империи Чола средневековой эпохи.
Кумбха также является астрологическим знаком зодиака в индийской астрологии и соответствует Водолею.